# Le Voyageur du Mésozoïque
Le Voyageur du Mésozoïque est la quarante-quatrième histoire de la série Spirou et Fantasio d'André Franquin. Elle est publiée pour la première fois dans Spirou du no 992 au no 1018.

## Résumé
Le comte de Champignac a découvert dans les glaces de l'Antarctique un œuf de platéosaure qu'il ramène au château avec l'aide de Spirou et Fantasio.
L'œuf, vivant, éclot sous les yeux du comte et de ses collègues scientifiques Schwarz, Black et un biologiste au nom inconnu, ainsi que Sprtschk, un savant atomiste.
Mais le Marsupilami fait une gaffe : au cours du premier repas du nourrisson dinosaure, il renverse un produit — extrait de champignon — qui accélère la croissance, le X2. Devenu adulte du jour au lendemain, la bête s'évade rapidement du parc, provoquant diverses catastrophes et semant la terreur dans Champignac, au point que l'armée, appelée en renfort, décide d'exécuter le monstre.
Finalement, au cours de son errance, le dinosaure marche par inadvertance sur la queue du Marsupilami : très en colère, celui-ci assomme la bête, qui perd alors connaissance sur un plateau isolé, presque totalement entouré d'une falaise infranchissable.
Saisissant cette opportunité, Spirou demande à l'entreprise de construction « E. Longtarin » de dynamiter la crête reliant le plateau au reste du pays, et de remplacer celle-ci par un pont mobile basculant. Tout est bien qui finit bien : la bête est isolée et le pays, sécurisé.

## Personnages
- Spirou
- Fantasio
- Spip
- Marsupilami
- Comte de Champignac
- Schwarz
- Black
- Le Biologiste (première apparition)
- Le Maire de Champignac
- Dupilon (première apparition)
- Gaston Lagaffe (première apparition chronologique dans une aventure de Spirou et Fantasio)[4]

## Inspiration
Lors de la création de cet album, l'explorateur belge le plus connu à l'époque, le baron  Gaston de Gerlache de Gomery conduit la deuxième expédition antarctique belge. Ils avaient quitté Anvers le 12 novembre 1957 à bord du Polarhav, chasseur de phoques norvégien, jaugeant 650 tonnes, et du Polarsirkel chargé de matériel, en vue d’établir une base d’observation scientifique à l’occasion de l’année géophysique internationale.

## Titre de l'album
Le titre de l'album Le voyageur du Mésozoïque fait référence à une ère géologique durant laquelle apparaissent de nombreuses espèces de dinosaures et, selon son biographe Bob Garcia, Franquin se souvient d'avoir visité très jeune le Musée royal d'histoire naturelle de Bruxelles, qui "abrite une superbe collection d'iguanodons découverts au XIXe siècle dans la mine de charbon de Bernissart.

## Publication
- L'aventure est publiée pour la première fois dans Spirou du no 992 au no 1018.
  - Au cours de la publication, la planche 18 parue dans le no 1009 ne comporte qu'une page au lieu de deux. Gaston Lagaffe, qui commet des gaffes dans les pages du journal depuis quelques semaines, nie avoir égaré la seconde page, alors que Franquin, qui défend son personnage, ne l'a tout simplement pas dessinée[6].
  - À la suite de la publication de l'histoire, Fantasio, excédé d'être humilié dans cette aventure, entame une grève en refusant d'apparaitre dans le journal (du no 1019 au no 1022), aboutissant finalement à des Vacances sans histoires.
- Elle fait également partie de l'album Le Voyageur du Mésozoïque

## Photographies et images

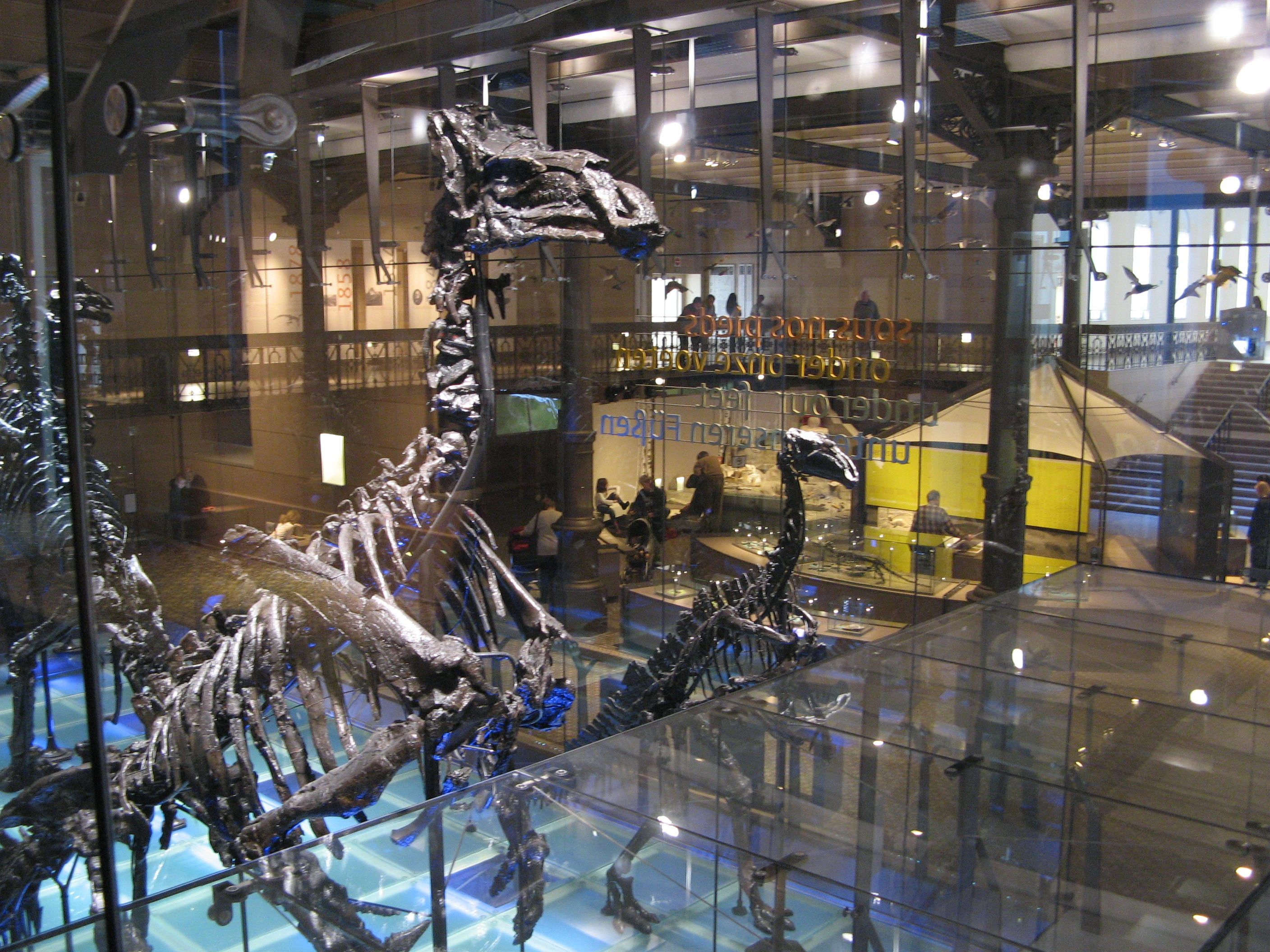
Iguanodon de Bernissart conservé au Muséum des sciences naturelles de Bruxelles qui pourrait avoir inspiré Franquin pour son dinosaure.
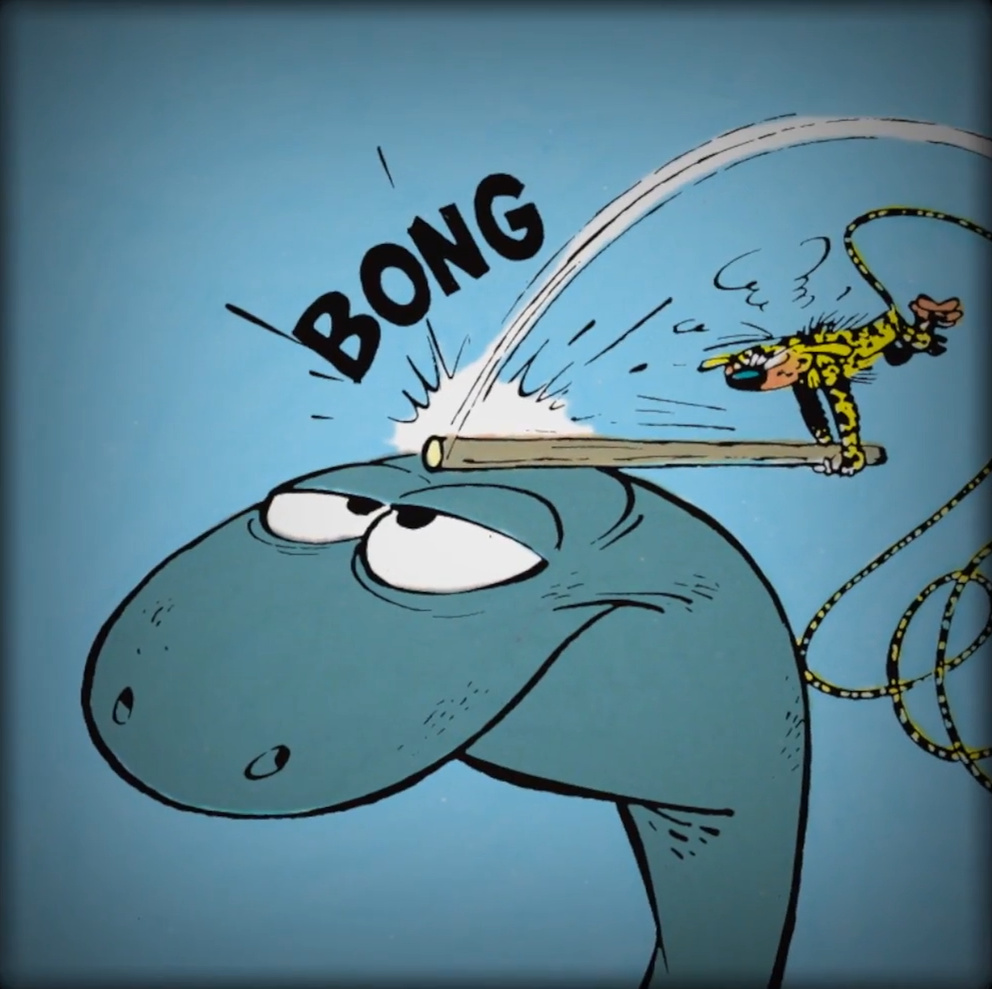
Le marsupilami en train d'assommer le monstre.